# Oleśnica (gemeente in powiat Staszowski)
De gemeente Oleśnica is een landgemeente in het Poolse woiwodschap Święty Krzyż, in powiat Staszowski.
De zetel van de gemeente is in Oleśnica.
Op 30 juni 2004 telde de gemeente 4062 inwoners.

## Oppervlakte gegevens
In 2002 bedroeg de totale oppervlakte van gemeente Oleśnica 53,51 km², waarvan:
- agrarisch gebied: 85%
- bossen: 6%

De gemeente beslaat 5,79% van de totale oppervlakte van de powiat.

## Demografie
Stand op 30 juni 2004:
| Omschrijving                   | Totaal | Totaal | Vrouwen | Vrouwen | Mannen | Mannen |
| ------------------------------ | ------ | ------ | ------- | ------- | ------ | ------ |
| eenheid                        | aantal | %      | aantal  | %       | aantal | %      |
| inwoners                       | 4062   | 100    | 2043    | 50,3    | 2019   | 49,7   |
| bevolkingsdichtheid (inw./km²) | 75,9   | 75,9   | 38,2    | 38,2    | 37,7   | 37,7   |

In 2002 bedroeg het gemiddelde inkomen per inwoner 1392,84 zł.

## Aangrenzende gemeenten
Łubnice, Pacanów, Rytwiany, Stopnica, Tuczępy

## Administratieve plaatsen (sołectwo)
- Borzymów
- Brody
- Bydłowa
- Kępie
- Oleśnica
- Pieczonogi
- Podlesie
- Strzelce
- Sufczyce
- Wojnów

- Library of Congress Control Number: no2015111364
- Virtual International Authority File: 317116345